# 미시 도티
미시 도티(Missy Doty, 1972년 8월 9일 ~ )는 미국의 배우, 텔레비전 배우, 영화배우이다.
신시내티에서 태어났다.

## 방송
- 쉐임리스 시즌1

## 영화
- 그랜마 (2015년)
- 네브래스카 (2013년) - 노엘 역
- 쉐임리스 1 (2011년)
- 왓 위 두 이즈 시크릿 (2007년)
- 사이드웨이 (2004년) - 캐미 역
- 라스베가스 (2003년)
- 리틀 히어로 2 (2000년)